# André Vromans
André Vromans   (Lommel, 11 de novembre de 1955) és un ex-pilot de motocròs flamenc que destacà en competició internacional durant les dècades de 1970 i 1980, especialment en la categoria dels 500cc, essent un dels millors competidors del Campionat del Món de motocròs durant un grapat d'anys. El 1982, aconseguí el subcampionat mundial de motocròs de 500cc.
Fill d'un pilot de motocròs flamenc de renom nacional, Vromans començà a practicar futbol fins que una lesió a 16 anys el va fer abandonar aquest esport. Tot seguit, provà el motocròs i debutà en la categoria júnior amb una Husqvarna 400, amb la qual va córrer dos anys fins que pujà a la categoria Sènior i passà a KTM. El 1975 aconseguí la victòria a la Copa de l'Avenir, competició reservada als menors de 21 anys. El 1977, a 21 anys, fitxà per l'importador belga de Suzuki i competí en la categoria màxima del Campionat de Bèlgica de 500 cc, on aconseguí el subcampionat el 1979. En aquella època, residia amb la seva dona Marianne a Arendonk, a la província d'Anvers.

## Palmarès al Campionat del Món
| Any  | Motocicleta | 500cc |
| ---- | ----------- | ----- |
| 1979 | Suzuki      | 7è    |
| 1980 | Yamaha      | 4t    |
| 1981 | Yamaha      | 4t    |
| 1982 | Suzuki      | 2n    |
| 1983 | Suzuki      | 6è    |
| 1984 | Honda       | 4t    |
| 1985 | KTM         | 6è    |
| 1986 | KTM         | 53è   |
| 1987 | Kawasaki    | 18è   |
| 1988 | Kawasaki    | 22è   |
| 1989 | Kawasaki    | 33è   |